# Hespérie saoudienne
Spialia doris
Espèce
L’Hespérie saoudienne (Spialia doris) est un lépidoptère (papillon) de la famille des Hesperiidae, de la sous-famille des Pyrginae, du genre Spialia.

## Taxonomie
Spialia orbifer a été décrit par Francis Walker en 1870 sous le nom initial de Nisoniades doris.

### Noms vernaculaires
L'Hespérie saoudienne se nomme Aden Skipper ou Desert Grizzled Skipper en anglais,.

### Sous-espèces
- Spialia doris doris
- Spialia doris amenophis (Reverdin, 1914); présent dans le nord de l'Égypte
- Spialia doris daphne Evans, 1949; présent dans le sud-ouest du Maroc
- Spialia doris evanida (Butler, 1880); présent dans le sud de l'Iran et de l'Ouzbékistan[1].

## Description
L'Hespérie saoudienne est un petit papillon au dessus de couleur marron, avec aux ailes antérieures et postérieures une frange marginale blanche entrecoupée et une ornementation de taches blanches en lignes parallèles à la marge.
Le revers est beige avec des taches blanches et aux postérieures une tache en e7 séparée de la macule discoïdale.

## Biologie

### Période de vol et hivernation
L'Hespérie saoudienne vole en deux générations de fin mars à fin mai, puis de fin août à fin septembre.

### Plantes hôtes
Les plantes hôtes de sa chenille sont des Convolvulus, Convolvulus lanatus (en Égypte), Convolvulus caputmedusae et Convolvulus tralustianus, ainsi que Ipomoea stolonifera dans le Sinaï,.

## Écologie et distribution
L'Hespérie saoudienne est présente au Maroc, dans le nord de l'Égypte, dans le sud de l'Iran et de l'Ouzbékistan et en Inde,.

### Biotope
L'Hespérie saoudienne réside sur les vallons chauds et secs.

### Protection
Pas de statut de protection particulier.